# Gardenia
Gardenia este un gen de plante cu flori din familia de cafea, Rubiaceae, originar din regiunile tropicale și subtropicale din Africa, Asia, Madagascar și Insulele Pacificului.
Genul a fost numit de Carl Linnaeus și John Ellis după Dr. Alexander Garden (1730-1791), un naturalist american născut în Scoția.
Ei sunt arbuști veșnic verzi și copaci mici care cresc până la 1-15 metri (3.3-49.2 ft) înălțime. Frunzele sunt opuse sau în suluri de trei sau patru, de 5-50 centimetri (2.0-19.7 in) lungime și de 3-25 centimetri (1.2-9.8 in) lățime, verde închis și lucioasă, cu o textură piele. Florile sunt solitare sau în grupuri mici, de culoare albă sau galben pal, cu o corolă tubulară cu 5-12 lobi (petale) de la 5 până la 12 centimetri (2,0 până la 4,7 in). Înflorirea este de la mijlocul primăverii până la mijlocul verii, iar multe specii sunt puternic parfumate.

## Origine
Gardenia este un gen originar din China și sudul Africii.

## Specii
- Gardenia jasminoides J.Ellis (syn. G. augusta (L.) Merr.) este un arbust, decorativ prin flori și frunze cu înălțimea de 60–100 cm. Are frunze mari, groase, pieloase, persistente, oval-alungite. Florile terminale sunt albe sesile foarte parfumate.
- Gardenia radicans Ellis. crește în formă de tufă compactă, înaltă de 30–60 cm, cu frunze de culoarea verde, lucioase și flori albe, mirositoare.
- Gardenia florida Ellis. are frunze verzi, strălucitoare și flori mari de culoare albă.

Alte specii:

- Gardenia imperialis K.Schum.
- Gardenia taitensis DC.
- Gardenia thunbergia L.f.
- Gardenia volkensii K.Schum.

## Cultura
Gardenia se înmulțește prin butași care se înrădăcinează în perlit, turbă sau nisip, pe parapeți încălziți. Înainte de plantare baza butașilor se pudrează cu stimulenți încălziți. Plantearea butașilor se face la distanța de 6x6 cm și adâncimea de 2–3 cm. Butașii trebuie sa fie fixați în substratul de înrădăcinare pentru a nu rămâne baza în contact cu aerul. Stimularea creșterii poate fi făcută cu Atonik (1 ml la 10 litri apă) administrând 1l soluție la m, o dată la zece zile.

La temperatura de 21-23 °C în substrat și 18-20 °C în aer, înrădăcinarea se realizează în 35-50 zile. După înrădăcinare butașii se plantează în ghivece de 7–8 cm in diametru, într-un amestec format din: două părți turbă, o parte mraniță, o parte frunze, o parte nisip și o jumătate de parte de pământ de țelină.

## Lucrări de întreținere
- Transvazarea - pe măsură ce plantele cresc, folosind același amestec de pământ ca la plantarea butașilor înrădăcinați în ghivece.
- Fertilizarea - în perioada caldă a anului o dată pe săptămână, iar în restul anului de doua ori pe lună, cu îngrăsăminte complexe dizolvate în apa de udare în concentrație de 0.1-0.3%.
- Eliminarea prafului de pe frunze - cel puțin o dată pe lună cu un burete înmuiat în apă călduță sau prin introducerea plantelor sub duș
- Afînarea substratului se facu cu ajutorul unui băț de grosimea unui creion cel puțin o dată pe lună. Lucrarea se face cu multa atenție pentru a nu răni coletul sau rădăcinile.

## Dăunători
Păduchele țestos, Păianjenul roșu comun.

## Pretenții fața de factorii de mediu
Față de lumină are pretenții ridicate. Vegetează foarte bine în încăperi cu ferestrele pe direcția sud sau vest , fără a fi protejată de razele directe ale soarelui.

Față de temperatură are de asemenea pretenții ridicate, vegetând foarte bine în încăperile cu 20-24 °C vara și 18-20 °C iarna.

Crește și inflorește în condiții de sol și aer umed. Se udă la 3 -4 zile vara și la 6-8 zile iarna, administând la o udare cca. 1l apă la un vas de 30x30 cm.

## Utilizare
Ca flori tăiate sau ca plantă la ghiveci pentru ornarea apartamentelor.